# Protoplast
Protoplast je (převážná) část buňky, kterou obaluje cytoplazmatická membrána. Z tohoto důvodu se tohoto pojmu nejčastěji užívá u buněk rostlinných, bakteriálních a buněk hub, které byly zbaveny své buněčné stěny. (Živočišné buňky buněčnou stěnou kolem membrány obaleny nejsou nikdy, proto nebývá potřeba je jako protoplasty pojmenovávat).
Podle typu buňky – základní dělení na Prokaryota, Eukaryota – obsahuje protoplast různé objekty. Obecně můžeme říct, že protoplast obsahuje cytoplazmu (organely a cytosol). Protoplast je většinou fluidní konzistence. Pokud je obalen cytoplazmatickou membránou, má kulovitý tvar.